# Ministère de la Santé (Polynésie française)
 (juin 2018).
Si vous disposez d'ouvrages ou d'articles de référence ou si vous connaissez des sites web de qualité traitant du thème abordé ici, merci de compléter l'article en donnant les références utiles à sa vérifiabilité et en les liant à la section « Notes et références ».
Pour les articles homonymes, voir Ministère de la Santé.
Le ministère de la Santé de Polynésie française est l'un des ministères de la Polynésie française. Il est dirigé depuis 2018 par le ministre de la Santé et de la Prévention, chargé de la Protection sociale généralisée.

## Listes des ministres de la Santé
Listes des Ministres de la Santé et de la Prévention, chargés de la Protection sociale généralisée de la Polynésie française
| Ministres       | Gouvernement                         | Mandats                      | Parti             |
| --------------- | ------------------------------------ | ---------------------------- | ----------------- |
| Jacques Raynal  | Gouvernement Fritch IV, Fritch V     | 13 janvier 2017- 15 mai 2023 | Tapura Huiraatira |
| Cédric Mercadal | Gouvernement Gouvernement Brotherson | 15 mai 2023 en fonction      | Tavini Huiraatira |